# Ligue européenne masculine de handball 2020-2021
Navigation
Coupe de l'EHF 2019-2020 Ligue européenne 2021-2022
La saison 2020-2021 de la Ligue européenne masculine de handball est la première édition de la compétition sous ce nom et ce format. Elle succède à la Coupe de l'EHF et constitue en ce sens la 40e édition de la compétition organisée par l'EHF.
La compétition est remportée, comme les cinq éditions précédentes, par un club allemand, le SC Magdebourg, qui conquiert ainsi son quatrième titre dans la compétition. Le finaliste est également un club allemand, le Füchse Berlin, qui a ainsi disputé sa quatrième finale consécutive.

## Formule

### Évolution
Comme pour la compétition féminine, le nouveau nom n'est pas le seul changement. La principale modification concerne la phase de groupes, élargie de seize à vingt-quatre équipes, qui se déroule désormais en groupes de six. La première conséquence est que les clubs qui y participent sont assurés de jouer dix rencontres désormais. L'autre conséquence est l'élargissement de la phase finale à seize équipes — rendant la phase de groupes moins sélective — avec, pour les huitièmes et les quarts de finale, un tableau établi selon le classement dans chaque groupe. L'organisateur du Final Four n'est plus dispensé de quarts de finale.
Pour rendre la compétition plus prestigieuse et mieux la vendre, l'EHF impose désormais l'utilisation d'un même revêtement de sol pour tous les clubs à partir de la phase de groupes. De plus, à partir du 2e tour qualificatif, les rencontres doivent se jouer le mardi, avec un coup d'envoi à 18 h 45 ou 20 h 45, heure d'Europe centrale.

### Modalités
La compétition est prévue pour 56 équipes dont 12 entrent directement en phase de groupe. La compétition commence par deux tours qualificatifs disputés en match aller-retour.
Pour la phase de groupes, douze équipes qualifiées et douze entrants directs sont répartis en quatre groupes de six équipes. Les matchs sont joués dans un système championnat avec des matchs à domicile et à l'extérieur. Les quatre meilleures équipes de chaque groupe se qualifient pour la suite de la compétition.
La phase à élimination directe comprend quatre tours : les huitièmes de finale, les quarts de finale et un Final Four comprenant les demi-finales et finales. En huitièmes de finale, les 1ers de groupe affrontent un 4e d'un autre groupe en matchs aller-retour et 2es et 3es en font de même, le mieux classé des deux lors de la phase de poule ayant le privilège de jouer le match retour à domicile. Les vainqueurs se qualifient pour les quarts de finale, également disputés en matchs aller-retour. Enfin, pour la finale à quatre, un tirage au sort détermine les oppositions en demi-finales.

### Participants
Cinquante-neuf équipes, issues des 30 meilleurs championnats européens sont qualifiées pour la compétition. Parmi celles-ci plusieurs obtiendront une invitation pour la Ligue des champions et d'autres, parmi les moins bons championnats obtiendront de disputer plutôt la Coupe européenne, libérant ainsi leur place. Trois places pour le premier tour qualificatif sont réservées à des équipes issues des championnats les plus faibles qui n'ont aucune place garantie mais aucune de ces places n'est finalement attribuée. En raison de plusieurs retraits en lien avec la crise économique et malgré des invitations, la compétition compte cinq équipes de moins que prévu. En conséquence, le premier tour réunit dix équipes de moins que prévu et ce sont neuf équipes (au lieu de quatre) qui entrent au deuxième tour de qualification.
Parmi les champions qui ne participent pas à la Ligue des Champions, les six issus des meilleurs championnats sont directement qualifiés pour la phase de groupe. Il s'agit des champions suédois, suisse, roumain, russe, slovaque et turc. Le meilleur représentant des six premiers championnats (France, Espagne, Macédoine du Nord, Hongrie, Espagne et Pologne) est également directement qualifié en phase de groupe. Finalement, 51 équipes au lieu de 59 participent à la compétition :
| Rang | Pays              | Équipe                    | Statut                                        | Tour d'entrée         |
| ---- | ----------------- | ------------------------- | --------------------------------------------- | --------------------- |
| 1    | France            | HBC Nantes                | Vice-champion de France                       | Ligue des champions   |
| 1    | France            | USAM Nîmes Gard           | 3e du championnat                             | Phase de groupes      |
| 1    | France            | Montpellier Handball      | 4e du championnat                             | 2e tour qualificatif  |
| 1    | France            | Fenix Toulouse            | 5e du championnat                             | 2e tour qualificatif  |
| 1    | France            | Pays d'Aix UC             | 6e du championnat                             | 1er tour qualificatif |
| 2    | Allemagne         | SG Flensburg-Handewitt    | Vice-champion d'Allemagne                     | Ligue des champions   |
| 2    | Allemagne         | SC Magdebourg             | 3e du championnat                             | Phase de groupes      |
| 2    | Allemagne         | TSV Hannover-Burgdorf     | 4e du championnat                             | Retrait volontaire    |
| 2    | Allemagne         | Rhein-Neckar Löwen        | 5e du championnat                             | 2e tour qualificatif  |
| 2    | Allemagne         | Füchse Berlin             | 6e du championnat                             | 2e tour qualificatif  |
| 2    | Allemagne         | MT Melsungen              | 7e du championnat                             | 1er tour qualificatif |
| 3    | Macédoine du Nord | RK Eurofarm Pelister      | 2e représentant du championnat                | Phase de groupes      |
| 3    | Macédoine du Nord | RK Metalurg Skopje        | 3e représentant du championnat                | 1er tour qualificatif |
| 3    | Macédoine du Nord | RK Butel Skopje (mk)      | 4e représentant du championnat                | 1er tour qualificatif |
| 4    | Hongrie           | SC Pick Szeged            | Vice-champion de Hongrie 2018-2019            | Ligue des champions   |
| 4    | Hongrie           | Tatabánya KC              | 3e du championnat 2018-2019                   | Phase de groupes      |
| 4    | Hongrie           | Balatonfüredi KSE         | 4e du championnat 2018-2019                   | 2e tour qualificatif  |
| 4    | Hongrie           | Gyöngyösi KK              | 5e représentant du championnat                | 1er tour qualificatif |
| 5    | Espagne           | CB Ademar León            | 2e du championnat à l'issue de la phase aller | Phase de groupes      |
| 5    | Espagne           | BM Benidorm               | Finaliste de la Coupe du Roi                  | 2e tour qualificatif  |
| 5    | Espagne           | Bidasoa Irún              | 3e du championnat à l'issue de la phase aller | 1er tour qualificatif |
| 6    | Pologne           | Wisła Płock               | Vice-champion de Pologne                      | Phase de groupes      |
| 6    | Pologne           | NMC Górnik Zabrze         | 3e du championnat                             | Retrait volontaire    |
| 6    | Pologne           | KS Azoty-Puławy           | 4e du championnat                             | 1er tour qualificatif |
| 6    | Pologne           | Gwardia Opole (en)        | 5e du championnat                             | Retrait volontaire    |
| 7    | Danemark          | GOG Håndbold              | Vice-champion du Danemark                     | 2e tour qualificatif  |
| 7    | Danemark          | Team Tvis Holstebro       | 3e du championnat                             | 1er tour qualificatif |
| 7    | Danemark          | Bjerringbro-Silkeborg     | 4e du championnat                             | 1er tour qualificatif |
| 7    | Danemark          | Skjern Håndbold           | 5e du championnat                             | 1er tour qualificatif |
| 8    | Croatie           | RK Nexe Našice            | 2e représentant du championnat                | 2e tour qualificatif  |
| 8    | Croatie           | HRK Gorica                | 3e représentant du championnat                | 1er tour qualificatif |
| 8    | Croatie           | RK Dubrava Zagreb         | 4e représentant du championnat                | 1er tour qualificatif |
| 8    | Croatie           | RK Spačva Vinkovci        | 5e représentant du championnat                | 1er tour qualificatif |
| 9    | Portugal          | Sporting CP               | 2e de la phase régulière du championnat       | 2e tour qualificatif  |
| 9    | Portugal          | SL Benfica                | 3e de la phase régulière du championnat       | 1er tour qualificatif |
| 9    | Portugal          | CF Os Belenenses          | 4e de la phase régulière du championnat       | 1er tour qualificatif |
| 10   | Biélorussie       | HC Meshkov Brest          | Champion de Biélorussie                       | Ligue des champions   |
| 10   | Biélorussie       | SKA Minsk                 | Vice-champion de Biélorussie                  | 1er tour qualificatif |
| 11   | Ukraine           | HC Motor Zaporijjia       | Champion d'Ukraine                            | Ligue des champions   |
| 11   | Ukraine           | HC Donbass Donetsk        | 2e du championnat                             | Coupe européenne      |
| 12   | Suède             | Alingsås HK               | 1er de la saison régulière du Championnat     | Phase de groupes      |
| 12   | Suède             | HK Malmö                  | 2e de la saison régulière du Championnat      | 1er tour qualificatif |
| 12   | Suède             | IFK Kristianstad          | 3e de la saison régulière du Championnat      | 1er tour qualificatif |
| 13   | Roumanie          | Dinamo Bucarest           | 1er représentant du Championnat               | Phase de groupes      |
| 13   | Roumanie          | AHC Potaissa Turda        | 2e représentant du championnat                | 1er tour qualificatif |
| 13   | Roumanie          | HC Dobrogea Sud Constanța | 3e représentant du championnat                | 1er tour qualificatif |
| 14   | Slovénie          | RK Celje                  | Champion de Slovénie                          | Ligue des champions   |
| 14   | Slovénie          | RD Ribnica RH             | 2e du championnat                             | Retrait volontaire    |
| 14   | Slovénie          | RK Trimo Trebnje          | 4e du championnat                             | 1er tour qualificatif |
| 15   | Suisse            | Kadetten Schaffhouse      | 1er représentant du Championnat               | Phase de groupes      |
| 15   | Suisse            | Pfadi Winterthur          | 2e représentant du championnat                | 1er tour qualificatif |
| 15   | Suisse            | HC Kriens-Lucerne         | 3e représentant du championnat                | 1er tour qualificatif |
| 16   | Norvège           | Elverum Handball          | Champion de Norvège                           | Ligue des champions   |
| 16   | Norvège           | ØIF Arendal (en)          | 2e du championnat                             | 1er tour qualificatif |
| 16   | Norvège           | Haslum HK                 | 5e du championnat                             | 1er tour qualificatif |
| 17   | Russie            | Medvedi Tchekhov          | Champion de Russie                            | Phase de groupes      |
| 17   | Russie            | Dinamo Viktor Stavropol   | Vice-champion de Russie                       | 1er tour qualificatif |
| 17   | Russie            | CSKA Moscou               | Finaliste de la Coupe de Russie               | 1er tour qualificatif |
| 18   | Slovaquie         | HT Tatran Prešov          | Champion de Slovaquie                         | Phase de groupes      |
| 18   | Slovaquie         | HC MŠK Považská Bystrica  | 2e du championnat                             | Coupe européenne      |
| 19   | Finlande          | BK-46 Karis               | Représentant du Championnat de Finlande       | Coupe européenne      |
| 20   | Turquie           | Beşiktaş JK               | Champion de Turquie                           | Phase de groupes      |
| 21   | Israël            | Maccabi Rishon LeZion     | Champion d'Israël                             | Retrait volontaire    |
| 22   | Autriche          | Fivers Margareten         | Représentant du Championnat                   | 1er tour qualificatif |
| 23   | Islande           | Valur Reykjavík           | Champion d'Islande                            | 1er tour qualificatif |
| 24   | Belgique          | HC Visé BM                | Champion de Belgique                          | Retrait volontaire    |
| 25   | Luxembourg        | Handball Esch             | Champion du Luxembourg                        | 1er tour qualificatif |
| 26   | Pays-Bas          | Limburg Lions             | Représentant du Championnat                   | Retrait volontaire    |
| 27   | Tchéquie          | HSC Plzeň                 | Représentant du Championnat                   | Retrait volontaire    |
| 28   | Grèce             | AEK Athènes               | Champion de Grèce                             | Coupe européenne      |
| 29   | Kosovo            | KH BESA Famiglia (en)     | Champion du Kosovo                            | Coupe européenne      |
| 29   | Serbie            | RK Vojvodina Novi Sad     | Champion de Serbie                            | Retrait volontaire    |

### Calendrier
| Nom                 | Dates                          | Nombre de participants |
| ------------------- | ------------------------------ | ---------------------- |
| Premier tour        | 29 août au 6 septembre 2020    | 30                     |
| Deuxième tour       | 22 et 29 septembre 2020        | 24                     |
| Phase de groupes    | 20 octobre 2020 au 2 mars 2021 | 24                     |
| Huitièmes de finale | 23 et 30 mars 2021             | 16                     |
| Quarts de finale    | 13 et 20 avril 2021            | 8                      |
| Final Four          | 22 et 23 mai 2021              | 4                      |

## Phase de qualification

### Premier tour
Avant le tirage au sort, l'EHF répartit les clubs en trois zones (grossièrement Est, Nord et Sud-Ouest) comptant chacune deux chapeaux (têtes de série et non têtes de série). Cette mesure exceptionnelle vise à limiter les déplacements alors que la pandémie de Covid-19 est toujours en cours. En parallèle, la protection nationale est rétablie pour ce tirage au sort : deux équipes d'un même pays ne peuvent pas s'affronter.
Zone 1
Têtes de série
- SKA Minsk
- RK Butel Skopje (mk)
- RK Metalurg Skopje
- AHC Potaissa Turda
- Dinamo Viktor Stavropol

Non têtes de série
- HRK Gorica
- RK Spačva Vinkovci
- Gyöngyösi KK
- HC Dobrogea Sud Constanța
- CSKA Moscou

Zone 2
Têtes de série
- Team Tvis Holstebro
- MT Melsungen
- ØIF Arendal (en)
- KS Azoty-Puławy
- HK Malmö

Non têtes de série
- Bjerringbro-Silkeborg
- Skjern Håndbold
- Valur Reykjavík
- Haslum HK
- IFK Kristianstad

Zone 3
Têtes de série
- RK Dubrava Zagreb
- Bidasoa Irún
- SL Benfica
- RK Trimo Trebnje
- Pfadi Winterthur

Non têtes de série
- Fivers Margareten
- Pays d'Aix UC
- Handball Esch
- CF Os Belenenses
- HC Kriens-Lucerne

Les matchs aller se déroulent les 29 et 30 août et les matchs retour une semaine plus tard, les 5 et 6 septembre 2020.
| Équipe 1                  | Score   | Équipe 2                | Aller   | Retour  |
| ------------------------- | ------- | ----------------------- | ------- | ------- |
| AHC Potaissa Turda        | 56 – 53 | HRK Gorica              | 24 – 26 | 32 – 27 |
| HC Dobrogea Sud Constanța | 54 – 45 | Dinamo Viktor Stavropol | 26 – 18 | 28 – 27 |
| SKA Minsk                 | 50 – 56 | CSKA Moscou             | 25 – 25 | 25 – 31 |
| Gyöngyösi KK              | 58 – 46 | RK Butel Skopje (mk)    | 34 – 21 | 24 – 25 |
| RK Metalurg Skopje        | 60 – 57 | RK Spačva Vinkovci      | 35 – 28 | 25 – 29 |
| Team Tvis Holstebro       | forfait | Valur Reykjavík         | /       | /       |
| IFK Kristianstad          | forfait | ØIF Arendal (en)        | /       | /       |
| Bjerringbro-Silkeborg     | 57 – 51 | MT Melsungen            | 31 – 27 | 26 – 24 |
| Skjern Håndbold           | 53 – 51 | HK Malmö                | 27 – 26 | 26 – 25 |
| KS Azoty-Puławy           | forfait | Haslum HK               | /       | /       |
| SL Benfica                | 62 – 64 | Fivers Margareten       | 28 – 26 | 34 – 38 |
| Pfadi Winterthur          | 33 – 30 | Handball Esch           | /       | 33 – 30 |
| Pays d'Aix UC             | 25 – 30 | Bidasoa Irún            | /       | 25 – 30 |
| CF Os Belenenses          | 49 – 56 | RK Trimo Trebnje        | 23 – 28 | 26 – 28 |
| HC Kriens-Lucerne         | 57 – 46 | RK Dubrava Zagreb       | 29 – 27 | 28 – 19 |

### Deuxième tour
Neuf clubs font leur entrée à ce tour.
- Rhein-Neckar Löwen
- Montpellier Handball
- Füchse Berlin
- Fenix Toulouse
- Sporting CP
- GOG Håndbold
- BM Benidorm
- RK Nexe Našice
- Balatonfüredi KSE

Pour le tirage au sort du 8 septembre 2020, les neuf entrants et trois équipes qualifiées (KS Azoty-Puławy, Bjerringbro-Silkeborg et RK Metalurg Skopje) sont désignés têtes de série et ne peuvent s'affronter. Aucune autre contrainte ne s'applique au tirage au sort : il n'y a pas de groupes géographiques ni de protection nationale.
Les matchs aller se déroulent le 22 septembre 2020 et les matchs retour le mardi suivant, le 29 septembre :
| Équipe 1                  | Score   | Équipe 2             | Aller   | Retour  |
| ------------------------- | ------- | -------------------- | ------- | ------- |
| HC Dobrogea Sud Constanța | 48 – 49 | Sporting CP          | 27 – 27 | 21 – 22 |
| KS Azoty-Puławy           | 46 – 49 | IFK Kristianstad     | 24 – 25 | 22 – 24 |
| BM Benidorm               | forfait | Fivers Margareten    | 34 – 31 | forfait |
| Team Tvis Holstebro       | 49 – 54 | Rhein-Neckar Löwen   | 22 – 28 | 27 – 26 |
| Bjerringbro-Silkeborg     | 50 – 55 | CSKA Moscou          | 26 – 23 | 24 – 32 |
| AHC Potaissa Turda        | 62 – 66 | Fenix Toulouse       | 35 – 35 | 27 – 31 |
| Bidasoa Irún              | 54 – 56 | RK Nexe Našice       | 30 – 27 | 24 – 29 |
| RK Metalurg Skopje        | 47 – 46 | HC Kriens-Lucerne    | 26 – 24 | 21 – 22 |
| GOG Håndbold              | 64 – 59 | Pfadi Winterthur     | 33 – 24 | 31 – 35 |
| Skjern Håndbold           | 60 – 63 | Montpellier Handball | 31 – 30 | 29 – 33 |
| Gyöngyösi KK              | 47 – 61 | Füchse Berlin        | 23 – 25 | 24 – 36 |
| RK Trimo Trebnje          | 23 – 22 | Balatonfüredi KSE    | 23 – 22 | /       |

## Phase de groupes
Les équipes terminant aux quatre premières places de chaque groupe sont qualifiées pour les huitièmes de finale. Les deux dernières sont éliminées.

### Tirage au sort
Douze clubs sont directement qualifiés pour la phase de groupes. Ils sont placés dans les trois premiers chapeaux pour le tirage :
Chapeau 1
- SC Magdebourg
- USAM Nîmes Gard
- CB Ademar León
- Tatabánya KC

Chapeau 2
- Wisła Płock
- Kadetten Schaffhouse
- Alingsås HK
- Dinamo Bucarest

Chapeau 3
- RK Eurofarm Pelister
- Medvedi Tchekhov
- Beşiktaş JK
- HT Tatran Prešov

Les douze clubs issus des qualifications sont placés dans les chapeaux suivants :
Chapeau 4
- Rhein-Neckar Löwen
- Montpellier Handball
- Füchse Berlin
- Fenix Toulouse

Chapeau 5
- Sporting CP
- GOG Håndbold
- Fivers Margareten
- RK Nexe Našice

Chapeau 6
- RK Trimo Trebnje
- IFK Kristianstad
- RK Metalurg Skopje
- CSKA Moscou

Un groupe ne peut pas contenir deux équipes du même pays.
| \| León Płock Tchekhov Toulouse Margareten Skopje Nîmes Bucarest Prešov Berlin Lisbonne Kristianstad Magdebourg Alingsås Istanbul Montpellier Našice Moscou Tatabánya Schauffhouse Bitola Mannheim Gudme Trebnje \| Localisation des clubs engagés par groupe. |
| León Płock Tchekhov Toulouse Margareten Skopje Nîmes Bucarest Prešov Berlin Lisbonne Kristianstad Magdebourg Alingsås Istanbul Montpellier Našice Moscou Tatabánya Schauffhouse Bitola Mannheim Gudme Trebnje                                                  |

### Groupe A
|   | Équipe             | Pts | J  | G | N | P | Bp  | Bc  | Diff | Dép  |  | Résultats (dom.\ext.) |       |       |       |       |       |       |
| - | ------------------ | --- | -- | - | - | - | --- | --- | ---- | ---- |  | --------------------- | ----- | ----- | ----- | ----- | ----- | ----- |
| 1 | Wisła Płock        | 16  | 10 | 8 | 0 | 2 | 297 | 242 | 55   | /    |  | Wisła Płock           |       | 29-22 | 25-27 | 32-23 | 27-25 | 35-20 |
| 2 | CB Ademar León     | 14  | 10 | 5 | 4 | 1 | 307 | 296 | 11   | 4 p. |  | CB Ademar León        | 32-27 |       | 33-32 | 30-28 | 26-26 | 41-32 |
| 3 | Medvedi Tchekhov   | 14  | 10 | 7 | 0 | 3 | 301 | 264 | 37   | 0 p. |  | Medvedi Tchekhov      | 27-28 | 34-35 |       | 30-25 | 10-0  | 40-27 |
| 4 | Fivers Margareten  | 6   | 10 | 2 | 2 | 6 | 301 | 311 | -10  | +1   |  | Fivers Margareten     | 22-30 | 33-33 | 30-32 |       | 37-32 | 45-30 |
| 5 | Fenix Toulouse     | 6   | 10 | 2 | 2 | 6 | 227 | 250 | -23  | -1   |  | Fenix Toulouse        | 25-26 | 28-28 | 29-32 | 29-25 |       | 33-29 |
| 6 | RK Metalurg Skopje | 4   | 10 | 1 | 2 | 7 | 259 | 329 | -70  | /    |  | RK Metalurg Skopje    | 19-38 | 27-27 | 32-37 | 33-33 | 10-0  |       |

Deux matchs n'ayant pas pu être joués et reprogrammés, la Fédération européenne de handball les a considérés perdus 10-0 par Toulouse.

### Groupe B
|   | Équipe           | Pts | J  | G | N | P | Bp  | Bc  | Diff |  | Résultats (dom.\ext.) |       |       |       |       |       |       |
| - | ---------------- | --- | -- | - | - | - | --- | --- | ---- |  | --------------------- | ----- | ----- | ----- | ----- | ----- | ----- |
| 1 | Füchse Berlin    | 14  | 10 | 6 | 2 | 2 | 247 | 223 | 24   |  | Füchse Berlin         |       | 34-34 | 30-23 | 29-19 | 33-29 | 35-27 |
| 2 | USAM Nîmes Gard  | 12  | 10 | 5 | 2 | 3 | 279 | 263 | 16   |  | USAM Nîmes Gard       | 22-24 |       | 24-25 | 27-24 | 32-29 | 25-20 |
| 3 | IFK Kristianstad | 11  | 10 | 5 | 1 | 4 | 273 | 276 | -3   |  | IFK Kristianstad      | 23-36 | 30-30 |       | 27-32 | 31-22 | 32-25 |
| 4 | Sporting CP      | 10  | 10 | 5 | 0 | 5 | 244 | 241 | 3    |  | Sporting CP           | 10-0  | 26-30 | 27-26 |       | 31-32 | 27-21 |
| 5 | Dinamo Bucarest  | 7   | 10 | 3 | 1 | 6 | 279 | 298 | -19  |  | Dinamo Bucarest       | 26-26 | 29-27 | 28-29 | 25-27 |       | 32-30 |
| 6 | HT Tatran Prešov | 6   | 10 | 3 | 0 | 7 | 233 | 254 | -21  |  | HT Tatran Prešov      | 10-0  | 22-28 | 22-27 | 24-21 | 32-27 |       |

Deux matchs n'ayant pas pu être joués et reprogrammés, la Fédération européenne de handball les a considérés perdus 10-0 par Berlin

### Groupe C
|   | Équipe               | Pts | J  | G | N | P  | Bp  | Bc  | Diff |  | Résultats (dom.\ext.) |       |       |       |       |       |       |
| - | -------------------- | --- | -- | - | - | -- | --- | --- | ---- |  | --------------------- | ----- | ----- | ----- | ----- | ----- | ----- |
| 1 | SC Magdebourg        | 18  | 10 | 9 | 0 | 1  | 321 | 230 | 91   |  | SC Magdebourg         |       | 37-30 | 10-0  | 28-23 | 36-21 | 41-22 |
| 2 | CSKA Moscou          | 14  | 10 | 7 | 0 | 3  | 263 | 219 | 44   |  | CSKA Moscou           | 27-35 |       | 10-0  | 29-18 | 28-27 | 32-24 |
| 3 | Montpellier Handball | 12  | 10 | 6 | 0 | 4  | 231 | 197 | 34   |  | Montpellier Handball  | 30-32 | 0-10  |       | 37-25 | 32-21 | 40-16 |
| 4 | RK Nexe Našice       | 10  | 10 | 5 | 0 | 5  | 269 | 284 | -15  |  | RK Nexe Našice        | 24-32 | 32-31 | 22-23 |       | 35-30 | 32-26 |
| 5 | Alingsås HK          | 6   | 10 | 3 | 0 | 7  | 262 | 304 | -42  |  | Alingsås HK           | 30-29 | 23-31 | 25-33 | 23-27 |       | 30-29 |
| 6 | Beşiktaş JK          | 0   | 10 | 0 | 0 | 10 | 238 | 350 | -112 |  | Beşiktaş JK           | 23-41 | 23-35 | 26-36 | 25-31 | 24-32 |       |

Trois matchs n'ayant pas pu être joués et reprogrammés, la Fédération européenne de handball les a considérés perdus 0-10 ou 10-0 par Montpellier

### Groupe D
|   | Équipe               | Pts | J  | G | N | P  | Bp  | Bc  | Diff |  | Résultats (dom.\ext.) |       |       |       |       |       |       |
| - | -------------------- | --- | -- | - | - | -- | --- | --- | ---- |  | --------------------- | ----- | ----- | ----- | ----- | ----- | ----- |
| 1 | Rhein-Neckar Löwen   | 17  | 10 | 8 | 1 | 1  | 296 | 256 | 40   |  | Rhein-Neckar Löwen    |       | 30-30 | 32-24 | 28-20 | 31-28 | 37-30 |
| 2 | Kadetten Schaffhouse | 14  | 10 | 6 | 2 | 2  | 261 | 251 | 10   |  | Kadetten Schaffhouse  | 27-34 |       | 29-28 | 29-26 | 24-21 | 27-23 |
| 3 | GOG Håndbold         | 12  | 10 | 6 | 0 | 4  | 306 | 305 | 1    |  | GOG Håndbold          | 32-37 | 34-28 |       | 30-29 | 32-31 | 30-28 |
| 4 | RK Eurofarm Pelister | 11  | 10 | 5 | 1 | 4  | 244 | 237 | 7    |  | RK Eurofarm Pelister  | 10-0  | 25-25 | 32-31 |       | 33-26 | 21-19 |
| 5 | RK Trimo Trebnje     | 6   | 10 | 3 | 0 | 7  | 250 | 273 | -23  |  | RK Trimo Trebnje      | 29-35 | 0-10  | 27-30 | 28-24 |       | 32-28 |
| 6 | Tatabánya KC         | 0   | 10 | 0 | 0 | 10 | 263 | 298 | -35  |  | Tatabánya KC          | 26-32 | 30-32 | 32-35 | 21-24 | 26-28 |       |

Deux matchs n'ayant pas pu être joués et reprogrammés, la Fédération européenne de handball les a considérés perdus 0-10 ou 10-0

## Phase finale
|  | Huitièmes de finale | Huitièmes de finale | Huitièmes de finale | Huitièmes de finale |              |              | Quarts de finale | Quarts de finale | Quarts de finale | Quarts de finale |
|  |                     |                     |                     |                     |              |              |                  |                  |                  |                  |
|  |                     |                     |                     |                     |              |              |                  |                  |                  |                  |
|  | D3                  | GOG Håndbold        | 33                  | 35                  |              |              |                  |                  |                  |                  |
|  | D3                  | GOG Håndbold        | 33                  | 35                  |              |              |                  |                  |                  |                  |
|  | C2                  | CSKA Moscou         | 31                  | 30                  |              |              |                  |                  |                  |                  |
|  | C2                  | CSKA Moscou         | 31                  | 30                  | GOG Håndbold | GOG Håndbold | 30               | 26               |                  |                  |
|  |                     |                     |                     |                     | GOG Håndbold | GOG Håndbold | 30               | 26               |                  |                  |
|  |                     |                     | Wisła Płock         | Wisła Płock         | 27           | 31           |                  |                  |                  |                  |
|  | B4                  | Sporting CP         | Wisła Płock         | Wisła Płock         | 27           | 31           | 25               | 28               |                  |                  |
|  | B4                  | Sporting CP         |                     |                     |              |              |                  | 28               |                  |                  |
|  | A1                  | Wisła Płock         | 29                  | 25                  |              |              |                  |                  |                  |                  |
|  | A1                  | Wisła Płock         | 29                  | 25                  |              |              |                  |                  |                  |                  |

|  | Huitièmes de finale | Huitièmes de finale  | Huitièmes de finale | Huitièmes de finale |                      |                      | Quarts de finale | Quarts de finale | Quarts de finale | Quarts de finale |
|  |                     |                      |                     |                     |                      |                      |                  |                  |                  |                  |
|  |                     |                      |                     |                     |                      |                      |                  |                  |                  |                  |
|  | C3                  | Montpellier Handball | 27                  | 32                  |                      |                      |                  |                  |                  |                  |
|  | C3                  | Montpellier Handball | 27                  | 32                  |                      |                      |                  |                  |                  |                  |
|  | D2                  | Kadetten Schaffhouse | 27                  | 27                  |                      |                      |                  |                  |                  |                  |
|  | D2                  | Kadetten Schaffhouse | 27                  | 27                  | Montpellier Handball | Montpellier Handball | 32               | 23               |                  |                  |
|  |                     |                      |                     |                     | Montpellier Handball | Montpellier Handball | 32               | 23               |                  |                  |
|  |                     |                      | Füchse Berlin       | Füchse Berlin       | 29                   | 31                   |                  |                  |                  |                  |
|  | A4                  | Fivers Margareten    | Füchse Berlin       | Füchse Berlin       | 29                   | 31                   | 27               | 0                |                  |                  |
|  | A4                  | Fivers Margareten    |                     |                     |                      |                      |                  | 0                |                  |                  |
|  | B1                  | Füchse Berlin        | 35                  | 10                  |                      |                      |                  |                  |                  |                  |
|  | B1                  | Füchse Berlin        | 35                  | 10                  |                      |                      |                  |                  |                  |                  |

|  | Huitièmes de finale | Huitièmes de finale  | Huitièmes de finale | Huitièmes de finale |                  |                  | Quarts de finale | Quarts de finale | Quarts de finale | Quarts de finale |
|  |                     |                      |                     |                     |                  |                  |                  |                  |                  |                  |
|  |                     |                      |                     |                     |                  |                  |                  |                  |                  |                  |
|  | B3                  | IFK Kristianstad     | 34                  | 34                  |                  |                  |                  |                  |                  |                  |
|  | B3                  | IFK Kristianstad     | 34                  | 34                  |                  |                  |                  |                  |                  |                  |
|  | A2                  | CB Ademar León       | 27                  | 31                  |                  |                  |                  |                  |                  |                  |
|  | A2                  | CB Ademar León       | 27                  | 31                  | IFK Kristianstad | IFK Kristianstad | 28               | 31               |                  |                  |
|  |                     |                      |                     |                     | IFK Kristianstad | IFK Kristianstad | 28               | 31               |                  |                  |
|  |                     |                      | SC Magdebourg       | SC Magdebourg       | 34               | 39               |                  |                  |                  |                  |
|  | D4                  | RK Eurofarm Pelister | SC Magdebourg       | SC Magdebourg       | 34               | 39               | 24               | 24               |                  |                  |
|  | D4                  | RK Eurofarm Pelister |                     |                     |                  |                  |                  | 24               |                  |                  |
|  | C1                  | SC Magdebourg        | 32                  | 35                  |                  |                  |                  |                  |                  |                  |
|  | C1                  | SC Magdebourg        | 32                  | 35                  |                  |                  |                  |                  |                  |                  |

|  | Huitièmes de finale | Huitièmes de finale | Huitièmes de finale | Huitièmes de finale |                  |                  | Quarts de finale | Quarts de finale | Quarts de finale | Quarts de finale |
|  |                     |                     |                     |                     |                  |                  |                  |                  |                  |                  |
|  |                     |                     |                     |                     |                  |                  |                  |                  |                  |                  |
|  | A3                  | Medvedi Tchekhov    | 30                  | 24                  |                  |                  |                  |                  |                  |                  |
|  | A3                  | Medvedi Tchekhov    | 30                  | 24                  |                  |                  |                  |                  |                  |                  |
|  | B2                  | USAM Nîmes Gard     | 25                  | 24                  |                  |                  |                  |                  |                  |                  |
|  | B2                  | USAM Nîmes Gard     | 25                  | 24                  | Medvedi Tchekhov | Medvedi Tchekhov | 33               | 27               |                  |                  |
|  |                     |                     |                     |                     | Medvedi Tchekhov | Medvedi Tchekhov | 33               | 27               |                  |                  |
|  |                     |                     | Rhein-Neckar Löwen  | Rhein-Neckar Löwen  | 32               | 37               |                  |                  |                  |                  |
|  | C4                  | RK Nexe Našice      | Rhein-Neckar Löwen  | Rhein-Neckar Löwen  | 32               | 37               | 25               | 27               |                  |                  |
|  | C4                  | RK Nexe Našice      |                     |                     |                  |                  |                  | 27               |                  |                  |
|  | D1                  | Rhein-Neckar Löwen  | 27                  | 27                  |                  |                  |                  |                  |                  |                  |
|  | D1                  | Rhein-Neckar Löwen  | 27                  | 27                  |                  |                  |                  |                  |                  |                  |

### Huitièmes de finale
Les matchs aller ont lieu le mardi 23 mars sauf Kristianstad-León reporté au lundi 29 mars. Les matchs retours sont le mardi suivant, le 30 mars 2021.
Les équipes ayant terminé premières de leur groupe affrontent une équipe classée quatrième d'un autre groupe et reçoivent lors du match retour. Il en est de même pour les deuxièmes opposés aux troisièmes. Ces oppositions ainsi que celles des quarts de finale sont déterminées selon un tableau, il n'y a pas de tirage au sort.
| Équipe 1             | Score   | Équipe 2             | Aller   | Retour  |
| -------------------- | ------- | -------------------- | ------- | ------- |
| GOG Håndbold         | 68 – 61 | CSKA Moscou          | 33 – 31 | 35 – 30 |
| Sporting CP          | 53 – 54 | Wisła Płock          | 25 – 29 | 28 – 25 |
| Montpellier Handball | 59 – 52 | Kadetten Schaffhouse | 27 – 27 | 32 – 25 |
| Fivers Margareten    | forfait | Füchse Berlin        | 27 – 35 | forfait |
| IFK Kristianstad     | 68 – 58 | CB Ademar León       | 34 – 27 | 34 – 31 |
| RK Eurofarm Pelister | 48 – 67 | SC Magdebourg        | 24 – 32 | 24 – 35 |
| Medvedi Tchekhov     | 54 – 49 | USAM Nîmes Gard      | 30 – 25 | 24 – 24 |
| RK Nexe Našice       | 52 – 54 | Rhein-Neckar Löwen   | 25 – 27 | 27 – 27 |

On peut remarquer que tous les clubs classés à la première place de la phase de groupe se sont qualifiés aux dépens de ceux classés quatrième. À l'opposé, tous les deuxièmes ont été éliminés par les équipes classées troisième.

### Quarts de finale
Les quarts de finale sont prévus les  13 et 20 avril 2021.
| Équipe 1             | Score   | Équipe 2           | Aller   | Retour  |
| -------------------- | ------- | ------------------ | ------- | ------- |
| GOG Håndbold         | 56 – 58 | Wisła Płock        | 30 – 27 | 26 – 31 |
| Montpellier Handball | 55 – 60 | Füchse Berlin      | 32 – 29 | 23 – 31 |
| IFK Kristianstad     | 59 – 73 | SC Magdebourg      | 28 – 34 | 31 – 39 |
| Medvedi Tchekhov     | 60 – 69 | Rhein-Neckar Löwen | 33 – 32 | 27 – 37 |

Les quatre clubs qualifiés sont les vainqueurs de groupes.

### Finale à quatre
La finale à quatre (ou en anglais : Final Four) est programmée les 22 et 23 mai 2021 dans la salle des Rhein-Neckar Löwen, la SAP Arena de Mannheim en Allemagne. 
Un tirage au sort, effectué le 27 avril 2021, a déterminé les équipes qui s'affrontent en demi-finales :
|  | Demi-finales                       | Demi-finales                       |                        |    | Finale                             | Finale                             |
|  | Demi-finales                       | Demi-finales                       |                        |    | Finale                             | Finale                             |
|  |                                    |                                    |                        |    |                                    |                                    |
|  | 22 mai 2021, SAP Arena de Mannheim | 22 mai 2021, SAP Arena de Mannheim |                        |    | 23 mai 2021, SAP Arena de Mannheim | 23 mai 2021, SAP Arena de Mannheim |
|  | 22 mai 2021, SAP Arena de Mannheim | 22 mai 2021, SAP Arena de Mannheim |                        |    | 23 mai 2021, SAP Arena de Mannheim | 23 mai 2021, SAP Arena de Mannheim |
|  | Rhein-Neckar Löwen                 | 32                                 |                        |    | 23 mai 2021, SAP Arena de Mannheim | 23 mai 2021, SAP Arena de Mannheim |
|  | Rhein-Neckar Löwen                 | 32                                 |                        |    | 23 mai 2021, SAP Arena de Mannheim | 23 mai 2021, SAP Arena de Mannheim |
|  | Füchse Berlin                      | 35                                 |                        |    | 23 mai 2021, SAP Arena de Mannheim | 23 mai 2021, SAP Arena de Mannheim |
|  | Füchse Berlin                      | 35                                 | Füchse Berlin          | 25 |                                    |                                    |
|  |                                    |                                    | Füchse Berlin          | 25 |                                    |                                    |
|  |                                    | SC Magdebourg                      | 28                     |    |                                    |                                    |
|  | SC Magdebourg                      | SC Magdebourg                      | 28                     | 30 |                                    |                                    |
|  | SC Magdebourg                      |                                    |                        | 30 |                                    |                                    |
|  | Wisła Płock                        | 29                                 |                        |    |                                    |                                    |
|  | Wisła Płock                        | 29                                 | Match pour la 3e place |    |                                    |                                    |
|  |                                    |                                    |                        |    |                                    |                                    |
|  |                                    |                                    |                        |    |                                    |                                    |
|  |                                    |                                    |                        |    |                                    |                                    |
|  | Rhein-Neckar Löwen                 | 32                                 |                        |    |                                    |                                    |
|  | Rhein-Neckar Löwen                 | 32                                 |                        |    |                                    |                                    |
|  | Wisła Płock                        | 27                                 |                        |    |                                    |                                    |
|  | Wisła Płock                        | 27                                 |                        |    |                                    |                                    |

#### Demi-finales
| 22 mai 2021 18h00 | SC Magdebourg         | 30 – 29 | Wisła Płock        | SAP Arena, Mannheim Arbitrage : Santos, Fonseca |
| 22 mai 2021 18h00 | Damgaard, Magnússon 6 | (13–15) | Krajewski, Szita 7 | SAP Arena, Mannheim Arbitrage : Santos, Fonseca |
| 22 mai 2021 18h00 | ×4                    | Rapport | ×2 ×7              | SAP Arena, Mannheim Arbitrage : Santos, Fonseca |

- SC Magdebourg : Green, Thulin – Musa (1), Chrapkowski  (1), Kluge, Steinert , Pettersson (1), Magnússon (6), Hornke, Gullerud   (3), Mertens (3), O'Sullivan (4), Bezjak (1), Damgaard (6), Preuss (4)
- Wisła Płock : Morawski, Stevanović – Daszek   (3), Stenmalm  (1), Sánchez (2), Fernández Alonso (1),  Serdio, Šušnja  , Szita  (7), Komarzewski, Krajewski (7), Terzić  , Toto (3), Dutra, Mihić (1), Mindegía (4)

| 22 mai 2021 20h45 | Rhein-Neckar Löwen | 32 – 35 | Füchse Berlin | SAP Arena, Mannheim Arbitrage : Brkic, Jusufhodzic |
| 22 mai 2021 20h45 | Tollbring 7        | (16–19) | Andersson 11  | SAP Arena, Mannheim Arbitrage : Brkic, Jusufhodzic |
| 22 mai 2021 20h45 | ×2 ×6 ×1           | Rapport | ×2 ×5         | SAP Arena, Mannheim Arbitrage : Brkic, Jusufhodzic |

- Rhein-Neckar Löwen : Palicka, Katsigiannis – Schmid (1), Gensheimer (2), Kirkeløkke (2), Lagarde (4), Patrail  (1), Tollbring (7), Ahouansou, Abutović  , Lagergren, Groetzki  (4), Gíslason   (1), Du Rietz, Nilsson (6), Kohlbacher (4)
- Füchse Berlin : Milosavljev, Genz – Ernst, Wiede (6), Holm (6), Gojun (3),  Andersson (11), Lindberg (3), Freihöfer (2), Michalczik, Chrintz, Matthes, Kopljar  (1), Koch   (1), Marsenić   (1), Drux (1)

#### Match pour la3eplace
| 23 mai 2021 18h00 | Wisła Płock        | 27 – 32 | Rhein-Neckar Löwen | SAP Arena, Mannheim Arbitrage : Bíró, Kiss |
| 23 mai 2021 18h00 | Krajewski, Szita 6 | (12–15) | Tollbring 11       | SAP Arena, Mannheim Arbitrage : Bíró, Kiss |
| 23 mai 2021 18h00 | ×2 ×3              | Rapport | ×1 ×3              | SAP Arena, Mannheim Arbitrage : Bíró, Kiss |

- Wisła Płock : Morawski, Stevanović – Daszek, Sánchez (2), Fernández Alonso  (5),  Serdio, Šušnja , Szita (6), Komarzewski, Krajewski  (6), Terzić , Toto (2), Dutra, Mihić (3), Czapliński (1), Mindegía (2)
- Rhein-Neckar Löwen : Palicka, Katsigiannis – Schmid (1), Veigel (1), Kirkeløkke  (3), Lagarde, Patrail, Tollbring (11), Ahouansou, Abutović , Lagergren, Groetzki (5), Gíslason (1), Du Rietz  (5), Nilsson (3), Kohlbacher (2)

#### Finale
| 23 mai 2021 20h30 | SC Magdebourg       | 28 – 25 | Füchse Berlin | SAP Arena, Mannheim Arbitrage : Nikolić, Stojković |
| 23 mai 2021 20h30 | Hornke, Magnússon 7 | (15–8)  | Lindberg 8    | SAP Arena, Mannheim Arbitrage : Nikolić, Stojković |
| 23 mai 2021 20h30 | ×1 ×4               | Rapport | ×2 ×3         | SAP Arena, Mannheim Arbitrage : Nikolić, Stojković |

- SC Magdebourg : Green, Thulin – Musa  , Chrapkowski (1), Kluge, Steinert , Pettersson, Magnússon  (7), Hornke (7), Gullerud (3), Mertens (4), O'Sullivan (1), Bezjak  (1), Damgaard (4), Preuss.
- Füchse Berlin : Milosavljev, Genz – Ernst, Wiede , Holm (3), Gojun   (1),  Andersson  (1), Lindberg (8), Freihöfer (3), Michalczik, Chrintz, Matthes (1), Kopljar, Koch (1), Marsenić (3), Drux  (4).

## Statistiques
Au terme de la compétition les meilleurs buteurs sont :
| Rang | Joueur                  | Club                 | Buts |
| ---- | ----------------------- | -------------------- | ---- |
| 1    | Emil Jakobsen           | GOG Håndbold         | 111. |
| 2    | Ómar Ingi Magnússon     | SC Magdebourg        | 94   |
| 3    | Halil Jaganjac (en)     | Nexe Našice          | 80   |
| 4    | Adam Nyfjäll            | IFK Kristianstad     | 74   |
| 4    | Jerry Tollbring         | Rhein-Neckar Löwen   | 74   |
| 6    | Alexandre Kotov (en)    | Medvedi Tchekhov     | 72   |
| 7    | Hugo Descat             | Montpellier Handball | 71   |
| 8    | Mathias Gidsel          | GOG Håndbold         |      |
| 10   | Gonzalo Pérez Arce (es) | Ademar León          | 68   |
| 10   | Zoltán Szita (en)       | Wisła Płock          | 68   |
| 10   | Hans Lindberg           | Füchse Berlin        | 68   |